# Monocromia

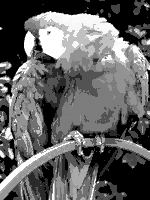
Una fotografia d'un lloro en monocromia.

La monocromia descriu les pintures, dibuixos, dissenys o fotografies en un color o en tons d'un sol color. Les imatges que fan servir només tons de gris (amb blanc o negre o sense) s'anomenen en blanc i negre. Tanmateix, des de la terminologia científica, la llum monocromàtica es refereix a la llum visible en una estreta banda de longituds d'ona (llum espectral).

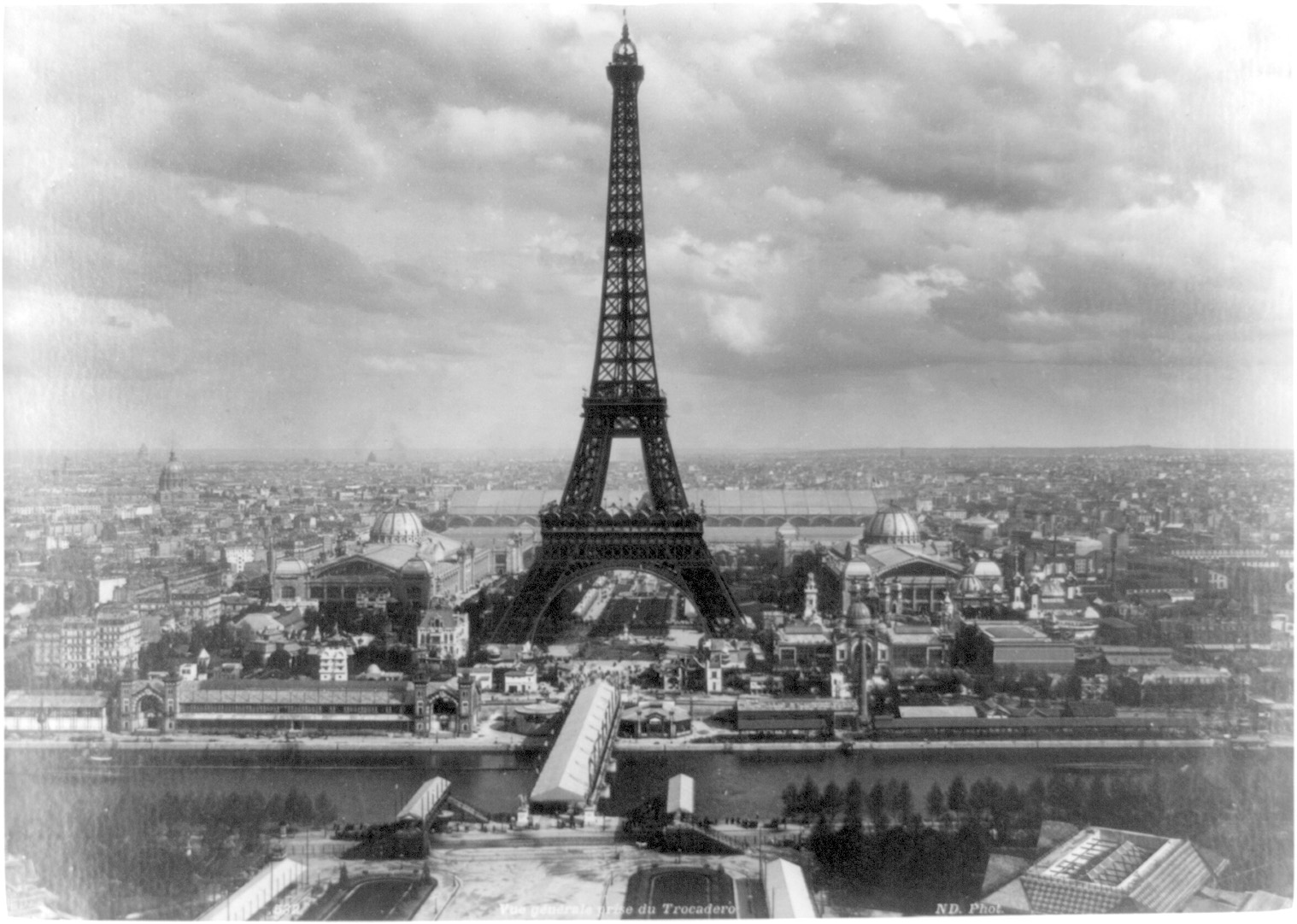
La Torre Eiffel durant l'Exposició Universal de 1889.

## Usos

Els aparells de visió nocturna produeixen una imatge monocroma en tons de verd.

Les imatges monocromes normalment es refereixen al negre o tons de gris però poden ser també verdes o sèpia o d'altres colors.
En informàtica la monocromia té dos significats:
- que té un sol color (on i off), també conegut com a imatge binària (binary image)
- que permet tons del color o grayscale.

En l'inici de la fotografia sempre eren monocromes fins a l'arribada de la fotografia en color.

## En física
En física la monocromia es refereix a la radiació electromagnètica d'una sola freqüència. En el sentit físic, cap font de radiació electromagnètica és purament monocromàtica. Fins i tot fonts controlades com el làser operen en un rang de freqüències. En la pràctica, però s'anomenen simplificadament monocromàtiques.